# Косоногов, Иосиф Иосифович

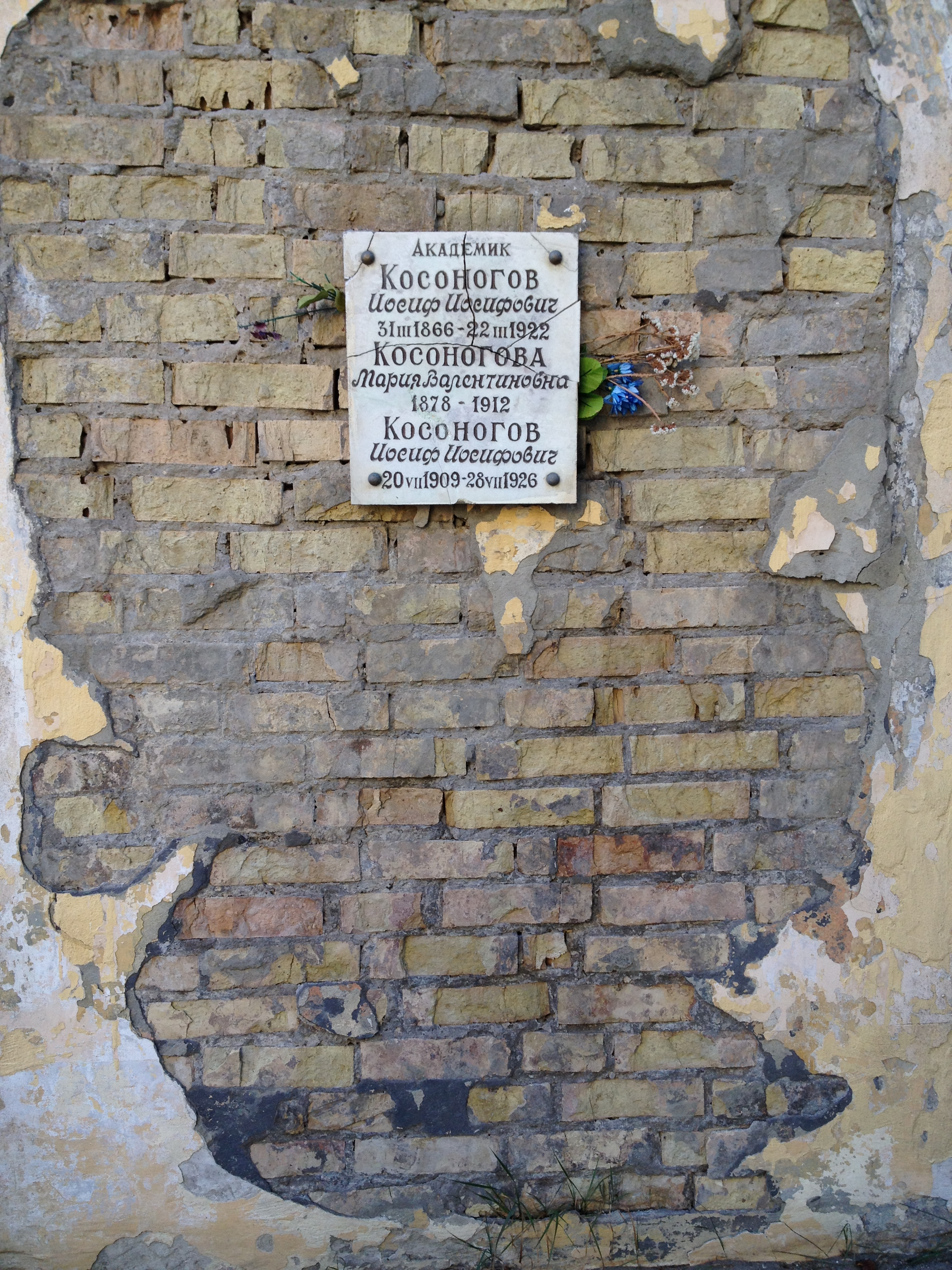

Иосиф Иосифович Косоногов (31 марта 1866, станица Каменская, Область Войска Донского — 22 марта 1922, Киев) — русский физик, занимавшийся проблемами оптических и электрических явлений, академик АН УССР (1922).

## Биография
Родился в станице Каменской Области Войска Донского (ныне г. Каменск-Шахтинский Ростовской области) в 1866 году.
В 1889 году окончил Киевский Императорский университет святого Владимира в Киеве.
По окончании университета остался в нём работать.
С 1903 года — профессор, заведующий физической лабораторией, кафедрой физической географии.
Скончался 22 марта 1922 года, похоронен в семейном склепе на Байковом кладбище Киева.

## Научный вклад
Открыл оптический резонанс в области видимых лучей, объяснил этим явлением причину яркой окраски неоднородных по структуре тел. Впервые применил ультрамикроскоп к изучению явления электролиза.
Главные труды:
- «Атмосферное электричество и земной магнетизм» (Киев, 1898);
- «К вопросу о диэлектриках» (магистерская диссертация, ib., 1901);
- «Оптический резонанс, как причина избирательного отражения и поглощения света» (докторская диссертация, ib., 1903);
- «Экспериментальные приемы определения диэлектрических коэффициентов» (Санкт-Петербургская Библиотека, 1903);
- «Основания физики» (ib., 4-е издание, 1914);
- «Концентрический учебник физики» (4-е издание, Москва, 1914).

Другие работы Косоногова относятся к оптическому резонансу, исследованию электролиза при помощи ультрамикроскопа, влиянию магнитного поля на линии тока в электролите и к ультрамикроскопии, а также метеорологии, физической географии, методике преподавания физики.